# Großweikersdorf
Großweikersdorf is een plaats en gemeente in de Oostenrijkse deelstaat Neder-Oostenrijk, gelegen in het district Tulln (TU). De gemeente heeft ongeveer 2800 inwoners.
Ruppersthal, een deelgemeente is de geboorteplaats van de Oostenrijkse componist en pianobouwer Ignaz Josef Pleyel (1757–1831).

## Geografie
Großweikersdorf heeft een oppervlakte van 43,32 km². Het ligt in het noordoosten van het land, ten noordwesten van de hoofdstad Wenen.
De gemeente omvat de plaatsjes Ameistal, Baumgarten am Wagram, Großweikersdorf, Großwiesendorf, Kleinwiesendorf, Ruppersthal en Tiefenthal. Großwekersdorf heeft een treinstation aan de zgn. Franz-Josefs-Bahn (Wenen-Ceske-Budejovice.
Absdorf · Atzenbrugg · Fels am Wagram · Grafenwörth · Großriedenthal · Großweikersdorf · Judenau-Baumgarten · Kirchberg am Wagram · Königsbrunn am Wagram · Königstetten · Langenrohr · Michelhausen · Muckendorf-Wipfing · Sieghartskirchen · Sitzenberg-Reidling · Sankt Andrä-Wördern · Tulbing · Tulln an der Donau · Würmla · Zeiselmauer-Wolfpassing · Zwentendorf an der Donau
- Gemeinsame Normdatei: 4269625-2
- MusicBrainz: a0a8c2c4-4512-45fe-a8d7-4d74c4fc52a7
- Nationale Bibliotheek van Tsjechië: ge880597
- Nationale Bibliotheek van Israël: 987012467674705171
- Virtual International Authority File: 240921472